# استفان کلوس
استفان کلوس (انگلیسی: Stefan Klos؛ زادهٔ ۱۶ اوت ۱۹۷۱) بازیکن فوتبال اهل آلمان است.
از باشگاه‌هایی که در آن بازی کرده‌است می‌توان به باشگاه فوتبال رنجرز و باشگاه فوتبال بروسیا دورتموند اشاره کرد.
وی همچنین در تیم‌های ملی فوتبال زیر ۲۱ سال آلمان و زیر ۲۳ سال آلمان بازی کرده‌است.